# 太田雅英
太田 雅英（おおた まさひで、1975年10月12日 - ）は、NHKのチーフアナウンサー、管理職。

## 人物
学習院中等科・高等科、学習院大学法学部卒業後、1998年入局。主として大相撲を中心としたスポーツ中継を担当している。
大相撲中継では大関の魁皇が歴代単独1位となる通算勝ち星1046勝目の一番（2011年名古屋場所5日目の旭天鵬戦）、2015年初場所では横綱白鵬が歴代単独最多となる33回目の優勝を決めた一番、稀勢の里現役最後の一番（2019年初場所）、2020年初場所では德勝龍が2000年春場所での貴闘力以来となる幕尻での幕内優勝を決めた一番、2021年名古屋場所千秋楽の結び全勝対決かつ白鵬現役最後の一番、2022年九州場所千秋楽の貴景勝、髙安、阿炎の28年ぶりとなる優勝決定巴戦をテレビ中継で実況した。
剣道五段の有段者でもあり、全日本剣道選手権大会中継の実況も務めている。

## 現在の出演番組・業務
- スポーツ中継（おもに大相撲中継）
- 関西のニュース
- デスク業務

## 過去の出演番組・業務
熊本放送局時代（初任）（1998年 - 2003年）
- ひのくにトゥデイ（キャスター）

大阪放送局時代（1度目）（2003年 - 2006年度）
- かんさいニュース1番（スポーツスペクタクル）

東京アナウンス室時代（1度目）（2007年度 - 2013年7月）
大阪放送局時代（2度目）（2013年8月 - 2018年6月）
- ニュース845～関西のニュースと気象情報～（不定期）

東京アナウンス室時代（2度目）(2018年7月 - 2024年8月)
- 北京オリンピック（アルペン競技（女子滑降、女子複合ほか））
- パリオリンピック（柔道 など）

熊本放送局時代（2度目）（2024年9月 - 2025年6月）
- アナウンスグループ統括
- 熊本放送局制作番組の編集責任者
- クマロク!（編集責任者・大相撲本場所中の郷土力士解説）
- はっけんTV〜熊本〜（編集責任者）
- 熊本県のニュース
- 緊急報道（熊本局発）
- くまもとの風『歩み続ける男 佐田の海38歳』（2025年6月13日）（制作・ナレーション）

大阪放送局時代（3度目）（2025年7月 - ）